# Большаков, Иван Алексеевич
Иван Алексеевич Большаков (11 сентября 1902 — 13 апреля 1980) — советский военачальник и разведчик, генерал-лейтенант, участник Гражданской и Великой Отечественной войн.

## Биография
Родился 11 сентября 1902 года в деревне Логиново (ныне — Можайский район Московской области). В 1913 году окончил сельскую школу, в 1914 году — городское училище, затем учился в торговой школе. С 1916 года трудился на чугунолитейном заводе, затем наборщиком в типографии. 
В мае 1920 года призван на службу в Рабоче-Крестьянскую Красную Армию. В 1924 году окончил Московскую военно-инженерную школу имени Коминтерна, после чего служил на командных и штабных в различных частях и соединениях инженерных войск. В 1931 году окончил Ленинградские военно-политические курсы, в 1936 году — командный факультет Военно-инженерной академии имени В. В. Куйбышева, в 1937 году — второй курс Курсов иностранных языков при Разведывательном управлении Красной Армии, в 1939 году — Центральную школу подготовки командиров штабов. С июля 1939 года возглавлял 1-е отделение 1-го отдела Разведупра, отвечавшего за военно-техническую разведку. Принимал активное участие в организации и налаживании работы разведчиков-нелегалов в Западной Европе, выезжая в ряд стран в качестве военного корреспондента ТАСС. Так, в мае 1940 года, выполняя очередное задание, Большаков встречался в Брюсселе с Леопольдом Треппером. В августе 1940 года назначен заместителем начальника 1-го отдела.
В годы Великой Отечественной войны Большаков продолжал работать в Разведуправлении Красной Армии, возглавлял сначала 6-й, а затем 2-й отделы. С июня 1942 года являлся начальником 1-го Управления Главного разведывательного управления РККА. Выезжал в действующую армию в качестве заместителя начальника оперативного управления штаба 2-го Белорусского фронта, налаживал контроль за действиями армейских штабов во время боёв в Померании.
После окончания войны продолжал службу в Советской Армии. В 1948-1949 годах являлся военным атташе СССР в Соединённых Штатах Америки. По характеристике Ивана Серова, на этом посту «не сумел организовать работу, создал склоку с сотрудниками, допускал пьянство и недостойное поведение, в связи с чем был через год отозван из разведки, отчислен и направлен в гражданский ВУЗ». 
Окончил Военную академию Генерального штаба Вооружённых Сил СССР. 
В октябре 1958 года вернулся на военную службу: был начальником НИИ-17, в 1959 году избран секретарём парткома ГРУ. 
С 1963 года — заместитель начальника Главного разведывательного управления Вооружённых Сил СССР по кадрам. 
В марте 1969 года уволен в запас. 
Умер 13 апреля 1980 года. Похоронен на Кунцевском кладбище Москвы.

## Награды
- Орден Ленина (30 апреля 1945 года);
- 3 ордена Красного Знамени (20 января 1943 года, 3 ноября 1944 года, 15 ноября 1950 года, 22 февраля 1968 года);
- Орден Богдана Хмельницкого 2-й степени (1 сентября 1945 года);
- 2 ордена Отечественной войны 1-й степени (25 августа 1944 года, 20 апреля 1945 года);
- Медаль «За оборону Москвы» и другие медали.